# Rexhe Bytyçi
Rexhe Bytyçi (* 5. Mai 1987 in Istog, SFR Jugoslawien, heute Kosovo) ist ein österreichischer Fußballspieler kosovo-albanischer Herkunft.

## Vereinskarriere
Geboren in Istog, kam Bytyci im Alter von zwei Jahren nach Österreich, wo er seine Spielerkarriere in der Jugend des ASV Steyr begann. Später wechselte er stadtintern zum größeren SK Vorwärts Steyr, ehe er Anfang 2006 von einem Berater nach Spanien in die Jugendmannschaft des UD Lanzarote vermittelt wurde.
Nach einem halben Jahr in Lanzarote zog er zu dessen Kooperationsverein UD Las Palmas weiter, wo ihm jedoch der Durchbruch zum Profispieler verwehrt blieb.
Im Sommer 2006 wechselte er daraufhin zurück nach Österreich und unterschrieb beim damaligen Zweitligisten SC Schwanenstadt. Die Mannschaft avancierte daraufhin zur Überraschung der Spielzeit und verpasste mit Tabellenplatz zwei lediglich knapp den Aufstieg in die Bundesliga. Einen Hauptanteil des Erfolgs hatte die starke Offensive mit Spielern wie Lukas Mössner, Thierry Tazemeta, Andreas Bammer oder Turgay Bahadır, die für Bytyci eine zu große Konkurrenz darstellten. Insgesamt kam er unter Trainer Andreas Heraf zu lediglich fünf Ligaeinsätzen ohne Torerfolg, woraufhin er den Verein zum Saisonende wieder verließ.
In Folge sicherte sich nach einem Probetraining der damalige spanische Erstligist Betis Sevilla seine Transferrechte, gab ihn jedoch umgehend an den Drittligisten Racing Portuense ab.
Nach lediglich einem Halbjahr, in dem er sechs Mal in der Segunda B zum Einsatz kam, wechselte er vom abstiegsbedrohten Portuense ligaintern zu CD Dénia. Im Februar 2011 gab der Verein daraufhin bekannt, dass man gegen die Spieler Juanma González und Bytyci ein Disziplinarverfahren wegen einer schweren Verfehlung, die gemeinsam mit Probespieler Martin Prest begangen wurde, einleiten würde. Kurz darauf ließ man per offizieller Stellungnahme verlautbaren, beide Spieler streng sanktioniert zu haben. Über den Grund der Verfehlung bzw. das genaue Strafausmaß gab es keine Aufklärung. Beide wurden jedoch in Folge nicht mehr eingesetzt und mussten den Verein am Saisonende verlassen.
Nach einem halben Jahr Vereinslosigkeit kam er daraufhin beim abstiegsbedrohten SV Grödig unter. Abermals war die Konkurrenz in der Offensive, mit Spielern wie dem Brasilianer Léo oder dem späteren Torschützenkönig Diego Viana, zu groß. Bytyçi kam lediglich einmal über die vollen 90 Minuten zum Einsatz und musste sich sonst mit der Joker-Rolle zufriedengeben. Als der Verein zum Saisonende unglücklich als Drittletzter abstiegen musste, wechselte er abermals, diesmal in die Regionalliga Ost zum SV Horn.
In Horn hoffte man mit den Einkäufen von Bytyçi und Gerardo Seoane den Abgang von Starstürmer Goran Aleksić zu kompensieren, was sich durch eine gute Vorbereitung der beiden Stürmer zu bestätigen schien. In Folge verlief die Spielzeit jedoch komplett gegen die Erwartungen. Weder Seoane, noch Bytyçi konnten sich als Goalgetter etablieren. Nach der Hinrunde zog der Verein die Notbremse und löste mit beiden Stürmern die Verträge. Während Seoane sofort beim FC St. Veit unterkam, galt Bytyçi als gescheitertes Talent und blieb abermals vereinslos.
Im Juli 2010 unterschrieb er beim finanzschwachen steirischen Traditionsverein DSV Leoben und wechselte damit in die österreichische Regionalliga Mitte. In Leoben schaffte er daraufhin den lang erwarteten Durchbruch, schoss bis zur Winterpause zwölf Tore in fünfzehn Spielen und weckte damit wieder das Interesse höherklassiger Mannschaften, wie dem LASK Linz, SC Austria Lustenau oder dem TSV Hartberg. Bytyçi entschied sich jedoch, laut eigener Aussage aufgrund der besseren Entwicklungschancen für einen Verbleib bis zur Sommerübertrittszeit.
Daraufhin wechselte er zur Saison 2011/12 zum Zweitligisten TSV Hartberg. Nach einem halben Jahr bei Hartberg wechselte er im Jänner 2012 zum Ligakonkurrenten LASK. Bei den Linzern kam er jedoch hauptsächlich für die drittklassigen Amateure zum Einsatz.
Nach dem Zwangsabstieg des Vereins schloss er sich zur Saison 2012/13 dem Regionalligisten SK Austria Klagenfurt an. Nach 22 Regionalligapartien für die Kärntner wechselte er im Sommer 2013 zu seinem Jugendklub Vorwärts Steyr.
Nach einer Saison bei Steyr wechselte er 2014 zu Union St. Florian. Für St. Florian absolvierte er in vier Jahren 106 Regionalligamatches und erzielte dabei 47 Treffer. Nach dem Abstieg des Vereins aus der Regionalliga kehrte er zur Saison 2018/19 zum in die 2. Liga aufgestiegenen SK Vorwärts Steyr zurück. Im Jänner 2019 löste er seinen Vertrag bei Steyr auf. Daraufhin wechselte er im selben Monat zum viertklassigen UFC St. Peter/Au.

## Nationalmannschaft
Als Legionär bei Las Palmas debütierte er im Frühjahr 2006, während des „8-Nationen-Einladungstuniers“ in Doha für die Österreichische U-19-Nationalmannschaft.